# Rhinocypha
Rhinocypha – rodzaj ważek z rodziny Chlorocyphidae.

## Podział systematyczny
Do rodzaju należą następujące gatunki:

- Rhinocypha anisoptera Selys, 1879
- Rhinocypha arguta Hämäläinen & Divasiri, 1997
- Rhinocypha aurofulgens Laidlaw, 1931
- Rhinocypha aurulenta Förster, 1903
- Rhinocypha colorata Hagen in Selys, 1869
- Rhinocypha cucullata Selys, 1873
- Rhinocypha dorsosanguinea Lieftinck, 1961
- Rhinocypha drusilla Needham, 1930
- Rhinocypha flavipoda van Tol & Günther, 2018
- Rhinocypha frontalis Selys, 1873
- Rhinocypha hageni Krüger, 1898
- Rhinocypha heterostigma Rambur, 1842
- Rhinocypha huai (Zhou & Zhou, 2006)
- Rhinocypha humeralis Selys, 1873
- Rhinocypha ignipennis Selys, 1879
- Rhinocypha latimacula Lieftinck, 1974
- Rhinocypha liberata Lieftinck, 1949
- Rhinocypha monochroa Selys, 1873
- Rhinocypha moultoni Laidlaw, 1915
- Rhinocypha ogasawarensis Matsumura in Oguma, 1913
- Rhinocypha orea Hämäläinen & Karube, 2001
- Rhinocypha pagenstecheri Förster, 1897
- Rhinocypha pallidifrons Ris, 1927
- Rhinocypha peitho Hämäläinen, 2017
- Rhinocypha pelengensis van Tol & Günther, 2018
- Rhinocypha pelops Laidlaw, 1936
- Rhinocypha phantasma Lieftinck, 1935
- Rhinocypha sangihensis van Tol & Günther, 2018
- Rhinocypha sanguinolenta Lieftinck, 1961
- Rhinocypha seducta Hämäläinen & Karube, 2001
- Rhinocypha selysi Krüger, 1898
- Rhinocypha spinifer Laidlaw, 1931
- Rhinocypha stygia Förster, 1897
- Rhinocypha sumbana Förster, 1897
- Rhinocypha taiwana Wang, Chang in Wang, Cherng, Chang & Jiang, 2013
- Rhinocypha tincta Rambur, 1842
- Rhinocypha togeanensis van Tol & Günther, 2018
- Rhinocypha trimaculata Selys, 1853
- Rhinocypha turconii Selys, 1891
- Rhinocypha uenoi Asahina, 1964
- Rhinocypha unimaculata Selys, 1853
- Rhinocypha ustulata Brauer, 1867
- Rhinocypha viola Orr, 2002
- Rhinocypha virgulata van Tol & Günther, 2018
- Rhinocypha watsoni van Tol & Rozendaal, 1995
- Rhinocypha xanthe Ris, 1927